# Typhlocyba oneka
Typhlocyba oneka är en insektsart som beskrevs av Knull 1945. Typhlocyba oneka ingår i släktet Typhlocyba och familjen dvärgstritar. Inga underarter finns listade i Catalogue of Life.